# Üzleti intelligencia
Az üzleti intelligencia    (angolul Business Intelligence, röviden BI) gyűjtőfogalom; magában foglalja azokat az alkalmazásokat, legjobb gyakorlatokat, eszközöket - beleértve az infrastruktúrát is -, amelyek lehetővé teszik, hogy megszerezhessünk és felhasználhassunk olyan információkat, amelyek fontosak ahhoz, hogy az üzleti döntéseket és így az üzleti teljesítményt javítsuk. 
Alkalmazásával optimalizálhatjuk a belső üzleti folyamatokat, növelhetjük a működés hatékonyságát, új bevételi forrásokhoz juthatunk, és előnyre tehetünk szert a piaci versenyben. Trendeket ismerhetünk fel, és azonosíthatunk olyan üzleti problémákat, amelyekkel foglalkoznunk kell.
Hatalmas, gyakran rosszul strukturált adattömeget kezelhetünk, ezzel új üzleti lehetőségeket tárhatunk fel, majd megtehetjük a szükséges lépéseket.
Az üzleti intelligencia mind a múltbeli, mind a jelenlegi működés elemzésére alkalmas, a modern technológiák egyre pontosabb előrejelzéseket tesznek lehetővé. Üzleti döntések széles skáláját támogatja a stratégia kialakításától a napi működés támogatásáig. Utóbbira példa egyebek mellett a termékek pozicionálása és árazása, előbbire pedig új üzleti területek azonosítása. 
Az üzleti intelligencia lehetőségeit akkor használhatjuk ki a legjobban, ha a döntéshez szükséges adatokat minden lehetséges forrásból, a vállalaton belülről és kívülről is beszerezzük és feldolgozzuk. Ezeknek a „sokszínű” adatoknak az integrálása és feldolgozása adja az „intelligenciát”.

## Az elnevezés eredete
Már az 1860-as években is előfordult ez az elnevezés, de a mai értelmezés meghonosítójának Howard Dresnert tartják, aki 1989-től használta, népszerűsítette ezt. Olyan módszerek, fogalmak összességét értette üzleti intelligencia alatt, amelyek a döntéshozás folyamatát javítják tény alapú rendszerek használatával.

## Üzleti elemzés
Az üzleti intelligencia és az üzleti elemzés (business analytics, BA) fogalmának használata nem egységes.  Vannak, akik szinonimaként kezelik őket, mások megkülönböztetik a két fogalmat, de nem ugyanúgy. A Gartner kutatócég szerint az üzleti elemzés megoldásokat jelent, amelyeket analitikai modellek és szimulációk felépítésére használnak, hogy megértsék az aktuális helyzetet, forgatókönyveket tudjanak felvázolni, és előre jelezzenek jövőbeli állapotokat.  Ennek megfelelően az adatbányászat és a prediktív elemzés is hozzátartozik  az üzleti elemzéshez.

## Alkalmazási területek[7]
- Riportkészítés, jelentéskészítés, beszámolókészítés[8]
- Dashboard-ok, vezetői irányítópultok készítése[9]
- Mutatók, KPI-ok, kiegyensúlyozott mutatószámrendszerek (Balanced Scorecard) készítése
- Üzleti, statisztikai elemzés[10]
- Tervezés, előrejelzés, üzleti modellezés, forgatókönyvek (szcenáriók) készítése[11]
- Konszolidáció, aggregáció
- Idősoros elemzés[12]
- Elvándorlás, lemorzsolódás elemzése, ügyfélszegmentálás, csalások felderítése,[13] hitelminősítés, keresztértékesítés elemzés
- Webes látogatottság elemzése[14]
- Adatok földrajzi elemzése
- Adatvizualizáció, grafikonok, kijelzők[15]
- Adatbányászat, szövegbányászat és hangbányászat[16]

## Adattárházak, adatpiacok
Az üzleti intelligencia megoldások leggyakrabban adattárházakban és/vagy adatpiacokban gyűjtött adatokat használnak fel. Ugyanakkor nem minden üzleti intelligencia megoldásnak van szüksége adattárházra, és nem minden adattárház szolgál üzleti intelligencia megoldást.
Az összvállalati szintű adatkezelést a központi adattárház és a hozzá kapcsolódó adatpiacok integrált rendszere együttesen biztosítja. Az adatpiacok az adattárházra épülve önállóan, de összekapcsolhatóan is megvalósíthatóak, és egy-egy szervezeti egység vagy egy-egy üzleti folyamat sajátos információs igényeinek megfelelően tervezettek, ezeket hivatottak kiszolgálni.

## Szolgáltatásként nyújtott üzleti intelligencia rendszerek
A szolgáltatásként nyújtott üzleti intelligencia (BI as a Service, BIaaS) olyan megoldásokat jelent, amelyeket az ügyfél részére egy tőle független fél tart fent és értékesít. Ilyenkor az ügyfélnek nem kell megvásárolnia a BI szoftvert, nem szükséges saját szerverről gondoskodnia, hanem megkapja ezek használati jogát, amiért vagy havi díjat, vagy a használat mértéke szerinti díjat fizet. A vállalat így nagyobb beruházás nélkül hozzájut az ilyen rendszerek adta előnyökhöz, és a rendszerek frissítésével és karbantartásával sem kell foglalkoznia. A vállalat a következő lépésben igényelheti „pusztán” azt az információt, amit a szolgáltató állít elő, és ezzel kiszervezhet egy hagyományosnak nem nevezhető üzleti folyamatot.

## Önkiszolgáló üzleti intelligencia
Önkiszolgáló üzleti intelligenciának nevezik, amikor a felhasználók maguk tervezik meg és készítik el a jelentéseket és az elemzéseket megfelelő, támogatott eszközkészlet segítségével. Ez egyre elterjedtebb, mert a jelentések kialakításához nincs szükség informatikai szakember segítségére; a különösebb informatikai tudással nem rendelkező felhasználók maguk is összeállíthatnak egy akár teljesen automatikusan frissülő és interaktív riportot, elemzést. Az önkiszolgáló üzleti intelligencia saját eszközkészlettel rendelkezik, sokféle alkalmazás elérhető.

## Angol nyelvű források

### Angol nyelvű könyvek
- Rud, Olivia (2009). Business Intelligence Success Factors: Tools for Aligning Your Business in the Global Economy. Hoboken, N.J: Wiley & Sons. ISBN 978-0-470-39240-9.
- Thomas H. Davenport: Big Data at Work - Dispelling the Myths, Uncovering the Opportunities Harvard Business Review Press 2014. ISBN 1422168166 ISBN 9781422168165
- Foster Provost – Tom Fawctt: Data Science for Business: What you need to know about data mining and data-analytic thinking; Shroff Publishers & Distributors Pvt. Ltd. (2013) ISBN 935110267X ISBN 9789351102670
- Thomas H. Davenport – Jeanne G. Harris – Robert Morison: Analytics at Work: Smarter Decisions, Better Results Harvard Business Review Press 2010; ISBN 1422177696 ISBN 9781422177693
- Eric Siegel: Predictive Analytics: The Power to Predict Who Will Click, Buy, Lie, or Die John Wiley and Sons, 2014. ISBN 1119145678 ISBN 9781119145677
- Coker, Frank (2014). Pulse: Understanding the Vital Signs of Your Business. Ambient Light Publishing. pp. 41–42. ISBN 978-0-9893086-0-1.

### Angol nyelvű cikkek
- Thomas H. Davenport: Analytics 3.0, Harvard Business Review 2013. december
- Analytics at Work: Q&A with Tom Davenport
- Why Business Intelligence is Key for Competitive Advantage

## Német nyelvű források
- Andreas Klein: Reporting und Business Intelligence, 2012 Haufe-Lexware, ISBN 978-3-648-01921-4
- Hans-Georg Kemper, Henning Baars, Walid Mehanna: Business Intelligence - Grundlagen und praktische Anwendungen; Springer, 2010.  ISBN 978-3-8348-9727-5

## Magyar nyelvű források

### Magyar nyelvű könyvek
- Bőgel György: Üzleti elvárások – informatikai megoldások, HVG Kiadó Zrt., 2009. ISBN 9789639686939
- Cser László - Fajszi Bulcsú - Fehér Tamás: Üzleti haszon az adatok mélyén - Az adatbányászat mindennapjai, Alinea Kiadó 2010. ISBN 9789639659469
- Dr. Jánosa András: Üzleti intelligencia alkalmazások, Computerbooks, 2010 ISBN 9789636183622

### Magyar nyelvű cikkek, cikkgyűjtemények, prezentációk
- Üzleti intelligencia - BI sarok
- Mindent behálóz az üzleti intelligencia
- Itthon az üzleti intelligencia áll a fejlesztések középpontjában
- Üzleti intelligencia - ösvény a Nagy Adat útvesztőjében
- Üzleti intelligencia
- A digitális világ gazdaságtana - online látogatottság mérés
- 12 terület, ahol az üzleti intelligencia kézzel fogható
- Forecasting 4.0
- BI trendek 2018-ban